# Thomas S. Hinde
Thomas Spottswood Hinde (19 avril 1785 - 9 février 1846) est un éditeur américain de journaux, adversaire de l'esclavage, auteur, historien, investisseur immobilier, pasteur méthodiste et l'un des fondateurs de la ville de Mount Carmel (Illinois). Il est le père de Charles T. Hinde (en), magnat du transport maritime et de Edmund C. Hinde (en), un aventurier et le beau-père du juge Charles H. Constable (en).

## Œuvre
- (en) Thomas S. Hinde, Mount Carmel. A Poem, John Bailhache Chillicothe Ohio, 1818
- (en) Thomas S. Hinde, The Pilgrams' songster; or, A choice collection of spiritual songs, A. Wright & A. Wolliscroft, 1828

### Articles
- (en) Kelly Curran, « The Madoc legend lives in Southern Indiana: Documentary makers hope to bring pictures to author's work », News and Tribune Jeffersonville, Indiana Retrieved 2011-10-16.,‎ 8 janvier 2009 (" lire en ligne)
- (en) B. A. Harvey, « Historical Sketch of Wabash County, State of Illinois », Illinois State Historical Society, vol. 11, no 1,‎ avril 1918, p. 12–22
- (en) Thomas Hinde, « Thomas S. Hinde Real Estate Advertisement », Daily National Intelligence, Washington,‎ 13 novembre 1845
- (en) Stephen E. Towne, « Such conduct must be put down: The Military Arrest of Judge Charles H. Constable during the Civil War. », Journal of Illinois History, vol. 9, no 2,‎ printemps 2006, p. 43–62
- (en) Unsigned, « Obituary of Captain Charles T. Hinde », Daily Republican Register,‎ 13 mars 1915
- (en) J. S. Williams, « The American pioneer:a monthly periodical, devoted to the objects of the Logan Historical Society; or, to collecting and publishing sketches relative to the early settlement and successive improvement of the country », Logan Historical Society, vol. 1,‎ 1842 (lire en ligne)
- (en) Thomas J. Wood, « "Blood in the moon"The War for the Seat of Edwards County, 1821-1824 », Illinois Historical Journal, vol. 85, no 1,‎ automne 1992, p. 143–160

### Ouvrages
- (en) Combined history of Edwards, Lawrence and Wabash counties, Illinois. With illustrations and biographical sketches of some of their prominent men, Philadelphia, J. L. McDonough & co., 1883
- (en) The American Pioneer, The American pioneer : a monthly periodical, devoted to the objects of the Logan Historical Society; or, to collecting and publishing sketches relative to the early settlement and successive improvement of the country, Volume 1 (Google eBook), J. S. Williams, 1842
- (en) Theophilus Arminius, The Methodist Review(Google eBook), Methodist book concern, 1827
- (en) Arthur Clinton Boggess, The settlement of Illinois, 1778-1830,(Google eBook ), Chicago Historical Society, 1908
- (en) George Coles, Heroines of Methodism : or, Pen and ink sketches of the mothers and daughters of the church (Google eBook), Carlton & Porter, 1857
- (en) Stephen Dougherty, Poe and the sacred nation : race, imperialism and enlightenment in antebellum America, Indiana University, 1998
- (en) Daniel Drake, The Western journal of the medical and physical sciences, Volume 2 (Google eBook), Daniel Drake, 1829
- (en) Meg Greene, William Henry Harrison, Twenty-First Century Books, 2007
- (en) Mary Elizabeth Haines, Proceedings of the Society at Its 34th- Annual Meeting State Historical Society of Wisconsin (Google eBook), The Society, 1892
- (en) Cecil B. Hartley, The life and times of Colonel Daniel Boone  (Google eBook), The Perkins book company, 1902
- (en) Melba Porter Hay, The Papers of Henry Clay. Volume 10 : Candidate, Compromiser, Elder Statesman, January 1, 1844-June 29, 1852, University Press of Kentucky, 1991
- (en) Josephine L. Harper, Guide to the Draper manuscripts, Madison : State Historical Society of Wisconsin, 1983
- (en) Alta Harvey Heiser, West to Ohio, Antioch Press, 1955
- (en) Edmund C. Hinde, Personal Diaries at the California State Library, Edmund Hinde, 1850–1909
- (en) Methodist Episcopal Church. General Conference, The Ladies' repository, Volume 12 (Google eBook), L. Swormstedt and J.H. Power, 1852
- (en) James Leaton, History of Methodism in Illinois, from 1793 to 1832 (Google eBook), Walden and Stowe, 1883
- (en) Marshall John, The Papers of John Marshall : Correspondence, papers, and selected judicial opinions, April 1827-December 1830, University of North Carolina Press, 2002
- (en) John Matthew Nolan, 2,543 Days : A History of the Hotel at the Grand Rapids Dam on the Wabash River, Lulu, 2011
- (en) Ohio. General Assembly. Senate, Journal of the Senate of the State of Ohio, Volume 6 (Google eBook), The State, 1808
- (en) Albert Henry Redford, The history of Methodism in Kentucky, Volume 3 (Google eBook), Southern Methodist publishing house, 1870
- (en) Albert Henry Redford, Life and times of H.H. Kavanaugh : one of the bishops of the Methodist Episcopal Church, South (Google eBook), Albert Henry Redford, 1884
- (en) Theodore G. Risley, Illinois, historical; editors : Newton Bateman, LL. D., Paul Selby, A.M.; Wabash County, biographical; editor : Theodore G. Risley, Munsell Publishing Company, 1911
- (en) Lindsay Gordon Robertson, Conquest by Law : How the Discovery of America Dispossessed Indigenous Peoples of Their Lands, Oxford University Press, 2005
- (en) John Sugden, Blue Jacket : Warrior of the Shawnees, University of Nebraska Press, 2000
- (en) William Ellsworth Smythe, San Diego and Imperial counties, California : a record of settlement, organization, progress and achievement", Volume 2 (Google eBook), The S.J. Clarke Publishing Company, 1913
- (en) John Sugden, Tecumseh : A Life, Macmillan, 1999
- (en) Peter Gibson Thompson, A bibliography of the state of Ohio : being a catalogue of the books and pamphlets relating to the history of the state; with collations and bibliographical and critical notes, together with the prices at which many of the books have been sold at the principal public and private sales since 1860. And a complete index by subjects, Peter Gibson Thompson, 1880
- (en) United States Army Corps of Engineers, Report of the Chief of Engineers U.S. Army(Google eBook), U.S. Government Printing Office, 1891
- (en) United States House of Representatives, House documents, otherwise publ. as Executive documents : 13th congress, 2d session-49th congress, 1st session (Google eBook), U.S. Government Printing Office, 1869 (lire en ligne)
- (en) United States War Department, War Dept, Annual report of the Secretary of War, Volume 7, Part 1 (Google eBook), U.S. Government Printing Office, 1908
- (en) Richard C Wade, The Urban Frontier : The Rise of Western Cities, 1790-1830, University of Illinois Press, 1996
- (en) Joseph Beaumont Wakeley, The heroes of Methodism : containing sketches of eminent Methodist ministers, and characteristic anecdotes of their personal history (Google eBook), Carlton & Porter, 1856
- (en) Blake A. Watson, Buying America From the Indians : "Johnson v. McIntosh" and the History of Native Land Rights, University of Oklahoma Press, 2012
- (en) Jeffrey Williams, Religion and Violence in Early American Methodism : Taking the Kingdom by Force, Indiana University Press, 2010
- (en) L. A. Williams, History of the Ohio Falls Cities and Their Counties : General history. History of Jefferson County, Ky. The history of Louisville (Google eBook), L. A. Williams & Co.,, 1882
- (en) State Historical Society of Wisconsin. Library, Descriptive list of manuscript collections of the State Historical Society of Wisconsin : together with reports on other collections of manuscript material for American history in adjacent states (Google eBook), The Society, 1906

### Ressources numériques
- (en) John Day Caldwell, « Pioneer Marriage Records Hamilton County Ohio 1791-1820 Copied by John Day Caldwell,Secretary of the Cincinnati Pioneer Association, before the Cincinnati Courthouse fire in 1884 »
- (en) Thomas Hinde, « Dr. Thomas Hinde Will, 25 November 1828 »
- (en) Thomas S. Hinde, « Hinde to James Madison, 27 Aug. 1829 »
- (en) Thomas S. Hinde, « Reminiscences of Thomas S. Hinde microform, 1845 Apr. 1. »